# Fed Cup 2012 Zona Americana Gruppo II - Pool A
Il Pool A della zona Americana Gruppo II nella Fed Cup 2012 è uno dei due gruppi in cui è suddiviso il Gruppo II della zona Americana. Quattro squadre si sono scontrate secondo la formula del girone all'italiana. (vedi anche Pool B)
|   | Pool A                  | Trinidad e Tobago (bandiera) | Guatemala (bandiera) | Ecuador (bandiera) | Rep. Dominicana (bandiera) |
| 1 | Trinidad e Tobago (3-0) |                              | 3-0                  | 3-0                | 3-0                        |
| 2 | Guatemala (2-1)         | 0-3                          |                      | 3-0                | 3-0                        |
| 3 | Ecuador (1-2)           | 0-3                          | 0-3                  |                    | 2-1                        |
| 4 | Rep. Dominicana (0-3)   | 0-3                          | 0-3                  | 1-2                |                            |

## Prima giornata
| Ecuador 0 | Club San Javier, Guadalajara, Messico 17 aprile 2012 Terra rossa outdoor | Club San Javier, Guadalajara, Messico 17 aprile 2012 Terra rossa outdoor            | Trinidad e Tobago 3 |     |     |        |
| \| \| \| \| 1 \| 2 \| 3 \| \| \| - \| \| ----------------------------------------------------------------------------------- \| --- \| --- \| --- \| ------ \| \| 1 \| \| Joselyn Margarita Treyes Albarracín Anneliese Rose \| 6 2 \| 2 6 \| 2 6 \| \| \| 2 \| \| Rafaela Gómez Yolande Leacock \| 6 4 \| 5 7 \| 0 3 \| ritiro \| \| 3 \| \| Paula Castro / Joselyn Margarita Treyes Albarracín Anneliese Rose / Breana Stampfli \| 3 6 \| 6 7 \| \| \| |                                                                          |                                                                                     |                     |     |     |        |
| |                                                                          |                                                                                     | 1                   | 2   | 3   |        |
| 1 | Ecuador (bandiera) · Trinidad e Tobago (bandiera)                        | Joselyn Margarita Treyes Albarracín Anneliese Rose                                  | 6 2                 | 2 6 | 2 6 |        |
| 2 | Ecuador (bandiera) · Trinidad e Tobago (bandiera)                        | Rafaela Gómez Yolande Leacock                                                       | 6 4                 | 5 7 | 0 3 | ritiro |
| 3 | Ecuador (bandiera) · Trinidad e Tobago (bandiera)                        | Paula Castro / Joselyn Margarita Treyes Albarracín Anneliese Rose / Breana Stampfli | 3 6                 | 6 7 |     |        |

| Guatemala 3 | Club San Javier, Guadalajara, Messico 17 aprile 2012 Terra rossa outdoor | Club San Javier, Guadalajara, Messico 17 aprile 2012 Terra rossa outdoor | Rep. Dominicana 0 |     |     |  |
| \| \| \| \| 1 \| 2 \| 3 \| \| \| - \| \| -------------------------------------------------------------------- \| --- \| --- \| --- \| \| \| 1 \| \| Kirsten-Andrea Weedon Luisanna Rodríguez \| 6 1 \| 6 2 \| \| \| \| 2 \| \| Daniela Schippers Michelle Marie Valdez \| 5 7 \| 7 5 \| 6 2 \| \| \| 3 \| \| Daniela Schippers / Camila Ramazzini Karla Portalatín / Joelle Schad \| 7 5 \| 6 4 \| \| \| |                                                                          |                                                                          |                   |     |     |  |
| |                                                                          |                                                                          | 1                 | 2   | 3   |  |
| 1 | Guatemala (bandiera) · Rep. Dominicana (bandiera)                        | Kirsten-Andrea Weedon Luisanna Rodríguez                                 | 6 1               | 6 2 |     |  |
| 2 | Guatemala (bandiera) · Rep. Dominicana (bandiera)                        | Daniela Schippers Michelle Marie Valdez                                  | 5 7               | 7 5 | 6 2 |  |
| 3 | Guatemala (bandiera) · Rep. Dominicana (bandiera)                        | Daniela Schippers / Camila Ramazzini Karla Portalatín / Joelle Schad     | 7 5               | 6 4 |     |  |

## Seconda giornata
| Guatemala 3 | Club San Javier, Guadalajara, Messico 18 aprile 2012 Terra rossa outdoor | Club San Javier, Guadalajara, Messico 18 aprile 2012 Terra rossa outdoor                 | Ecuador 0 |      |   |  |
| \| \| \| \| 1 \| 2 \| 3 \| \| \| - \| \| ---------------------------------------------------------------------------------------- \| ---- \| ---- \| - \| \| \| 1 \| \| Daniela Schippers Joselyn Margarita Treyes Albarracín \| 6 1 \| 6 1 \| \| \| \| 2 \| \| Daniela Schippers Paula Castro \| 6 2 \| 7 63 \| \| \| \| 3 \| \| Camila Ramazzini / Paulina Schippers Rafaela Gómez / Joselyn Margarita Treyes Albarracín \| 7 63 \| 7 5 \| \| \| |                                                                          |                                                                                          |           |      |   |  |
| |                                                                          |                                                                                          | 1         | 2    | 3 |  |
| 1 | Guatemala (bandiera) · Ecuador (bandiera)                                | Daniela Schippers Joselyn Margarita Treyes Albarracín                                    | 6 1       | 6 1  |   |  |
| 2 | Guatemala (bandiera) · Ecuador (bandiera)                                | Daniela Schippers Paula Castro                                                           | 6 2       | 7 63 |   |  |
| 3 | Guatemala (bandiera) · Ecuador (bandiera)                                | Camila Ramazzini / Paulina Schippers Rafaela Gómez / Joselyn Margarita Treyes Albarracín | 7 63      | 7 5  |   |  |

| Trinidad e Tobago 3 | Club San Javier, Guadalajara, Messico 18 aprile 2012 Terra rossa outdoor | Club San Javier, Guadalajara, Messico 18 aprile 2012 Terra rossa outdoor  | Rep. Dominicana 0 |     |   |  |
| \| \| \| \| 1 \| 2 \| 3 \| \| \| - \| \| ------------------------------------------------------------------------- \| --- \| --- \| - \| \| \| 1 \| \| Anneliese Rose Luisanna Rodríguez \| 6 1 \| 6 0 \| \| \| \| 2 \| \| Yolande Leacock Michelle Marie Valdez \| 6 0 \| 6 0 \| \| \| \| 3 \| \| Yolande Leacock / Anneliese Rose Karla Portalatín / Michelle Marie Valdez \| 6 4 \| 6 0 \| \| \| |                                                                          |                                                                           |                   |     |   |  |
| |                                                                          |                                                                           | 1                 | 2   | 3 |  |
| 1 | Trinidad e Tobago (bandiera) · Rep. Dominicana (bandiera)                | Anneliese Rose Luisanna Rodríguez                                         | 6 1               | 6 0 |   |  |
| 2 | Trinidad e Tobago (bandiera) · Rep. Dominicana (bandiera)                | Yolande Leacock Michelle Marie Valdez                                     | 6 0               | 6 0 |   |  |
| 3 | Trinidad e Tobago (bandiera) · Rep. Dominicana (bandiera)                | Yolande Leacock / Anneliese Rose Karla Portalatín / Michelle Marie Valdez | 6 4               | 6 0 |   |  |

## Terza giornata
| Ecuador 2 | Club San Javier, Guadalajara, Messico 19 aprile 2012 Terra rossa outdoor | Club San Javier, Guadalajara, Messico 19 aprile 2012 Terra rossa outdoor                     | Rep. Dominicana 1 |      |   |  |
| \| \| \| \| 1 \| 2 \| 3 \| \| \| - \| \| -------------------------------------------------------------------------------------------- \| --- \| ---- \| - \| \| \| 1 \| \| Rafaela Gómez Karla Portalatín \| 6 4 \| 6 3 \| \| \| \| 2 \| \| Paula Castro Michelle Marie Valdez \| 6 3 \| 6 2 \| \| \| \| 3 \| \| Rafaela Gómez / Joselyn Margarita Treyes Albarracín Karla Portalatín / Michelle Marie Valdez \| 2 6 \| 64 7 \| \| \| |                                                                          |                                                                                              |                   |      |   |  |
| |                                                                          |                                                                                              | 1                 | 2    | 3 |  |
| 1 | Ecuador (bandiera) · Rep. Dominicana (bandiera)                          | Rafaela Gómez Karla Portalatín                                                               | 6 4               | 6 3  |   |  |
| 2 | Ecuador (bandiera) · Rep. Dominicana (bandiera)                          | Paula Castro Michelle Marie Valdez                                                           | 6 3               | 6 2  |   |  |
| 3 | Ecuador (bandiera) · Rep. Dominicana (bandiera)                          | Rafaela Gómez / Joselyn Margarita Treyes Albarracín Karla Portalatín / Michelle Marie Valdez | 2 6               | 64 7 |   |  |

| Guatemala 0 | Club San Javier, Guadalajara, Messico 19 aprile 2012 Terra rossa outdoor | Club San Javier, Guadalajara, Messico 19 aprile 2012 Terra rossa outdoor   | Trinidad e Tobago 3 |     |     |  |
| \| \| \| \| 1 \| 2 \| 3 \| \| \| - \| \| -------------------------------------------------------------------------- \| --- \| --- \| --- \| \| \| 1 \| \| Kirsten-Andrea Weedon Anneliese Rose \| 1 6 \| 3 6 \| \| \| \| 2 \| \| Daniela Schippers Yolande Leacock \| 2 6 \| 7 5 \| 2 6 \| \| \| 3 \| \| Daniela Schippers / Kirsten-Andrea Weedon Anneliese Rose / Breana Stampfli \| 3 6 \| 2 6 \| \| \| |                                                                          |                                                                            |                     |     |     |  |
| |                                                                          |                                                                            | 1                   | 2   | 3   |  |
| 1 | Guatemala (bandiera) · Trinidad e Tobago (bandiera)                      | Kirsten-Andrea Weedon Anneliese Rose                                       | 1 6                 | 3 6 |     |  |
| 2 | Guatemala (bandiera) · Trinidad e Tobago (bandiera)                      | Daniela Schippers Yolande Leacock                                          | 2 6                 | 7 5 | 2 6 |  |
| 3 | Guatemala (bandiera) · Trinidad e Tobago (bandiera)                      | Daniela Schippers / Kirsten-Andrea Weedon Anneliese Rose / Breana Stampfli | 3 6                 | 2 6 |     |  |

## Verdetti
- Trinidad e Tobago e Guatemala ammesse ai playoff per la promozione al Gruppo I contro i vincitori del Pool B (Cile e Messico).